# Hex : La Malédiction
Pour les articles homonymes, voir Hex (homonymie).
Hex : La Malédiction (Hex) est une série télévisée britannique en 19 épisodes créée par Brian Grant et diffusée entre le 17 septembre 2004 et le 18 décembre 2005 sur le réseau Sky One. En France, la série a été diffusée à partir du 11 mai 2005 sur W9 et rediffusée à partir du 21 septembre 2005 sur M6. Les trois derniers épisodes de la saison 2 ont été diffusés le 10 décembre sur la chaine belge de Club RTL.

## Synopsis
La série raconte l'histoire de Cassie Hughes, une jeune fille du lycée privé de Medenham Hall. Fille d'une mère folle et d'un père inconnu, Cassie réveille par accident les fantômes de Medenham. Tout commence avec celui de Rachel Mac Bain, la première propriétaire du château abritant aujourd'hui le lycée. Cassie et sa meilleure amie Thelma découvrent alors la passion de l'ancienne propriétaire pour la religion de ses esclaves : le vaudou. 
Au fur et à mesure de leurs découvertes, un étrange et séduisant inconnu rôde autour de Cassie dont les pouvoirs se développent, jusqu'à ce que Thelma en fouinant dans les dossiers de l'école découvre la vérité : les frais de scolarité de sa meilleure amie sont payés par un monsieur Mac Bain, Cassie est la dernière des sorcières de Medenham, descendante directe de Rachel. 
La saison 2 met en scène une autre protagoniste, Ella Dee, « le dernier des êtres clairvoyants » qui lutte depuis des siècles contre Azazel et ses Nephilim, des anges déchus. Elle a été envoyée pour tuer Malachi, le fils d'Azazel et de Cassie.

### Saison 1
En 2004, Cassandra « Cassie » Hugues, une jeune femme attirante mais très seule, est étudiante au lycée privé de Medenham avec sa meilleure amie (et lesbienne), Thelma Bates. Elle apprend un jour, qu'elle est une sorcière, et la dernière descendante des propriétaires du château de Medenham, et qu'une malédiction frappe sa famille depuis le jour où, en 1743, Rachel MacBain a été témoin d'un sacrifice vaudou.
Depuis cette découverte, un étrange individu lui rôde autour. Il s'avère que cet homme n'est autre qu'Azazel, le chef des Néphilims, les anges déchus. Celui-ci, pour regagner en puissance, sacrifie Thelma, ce qui a pour conséquence de faire d'elle un fantôme, que seul Cassie est capable de voir, grâce à ses pouvoirs de sorcière.
Azazel prétend par la suite être amoureux de Cassie, malgré les aventures qu'il a eues avec Jo Watkins, une enseignante du lycée, et la propre mère Cassie, ce qui a eu pour conséquence son internement dans un hôpital psychiatrique. Le démon se met à posséder Cassie par l'intermédiaire d'un élève, et couche avec elle. Cette nuit d'amour engendre une conséquence encore plus grave : Cassie est enceinte. Et malgré tous ses efforts, elle finit par succomber au charme du démon.
Thelma fait la connaissance de Peggy, un autre fantôme qui lui révèle que la naissance du fils d'Azazel provoquerait la libération de 200 démons, les Néphilims. Mais si la naissance n'a pas lieu, le monde serait sauvé, mais les fantômes disparaitraient, Thelma ne reverrait donc plus jamais Cassie. Cassie se décide alors à avorter, car le bébé grandit très vite. Mais Azazel influence le médecin chargé de l'avortement, et ainsi, la saison se termine avec le bébé toujours en vie, entre les mains du démon.

### Saison 2
Thelma découvre qu’Azazel élève l’enfant qu’il a nommé Malachi. Thelma avertit Cassie et cette dernière veut tout faire pour récupérer l’enfant. Cependant, le charme d’Azazel semble toujours faire effet sur Cassie. Ella Dee fait son apparition au lycée et on découvre rapidement qu’elle est une sorcière de 446 ans dont la mission est d’empêcher Azazel de mener ses plans à bien. Arrivée après la naissance de l’enfant, sa mission est alors de tuer Malachi. Malheureusement Cassie, ayant perdu la raison, se sacrifie pour sauver son fils au moment du rituel. Malachi reste alors entre les mains d’Azazel. 
Ce dernier met au point un plan pour écarter de son chemin la sorcière. Alors qu’elle se rapproche de Leon (un élève du lycée) et de Thelma, Ella se retrouve en mauvaise posture face aux assauts d’Azazel et de ses sbires, notamment le prêtre Jez Heriot, qui n'est autre que le démon Ramiel. Leon et Thelma n’abandonnent pas leur amie et l’aident dans ces nombreuses épreuves. Pendant tout ce temps, Malachi a grandi à une vitesse fulgurante et est désormais un jeune adulte. Il s’inscrit au lycée de Medenham Hall avec pour but de transformer tous les étudiants en incubes et succubes et ainsi ouvrir une brèche vers le monde des Ténèbres. Azazel, rappelé par des forces supérieures, est forcé de quitter son fils et de le laisser entre les mains de Méphistophélès.
Ella finit par tuer Ramiel, et fait passer ce meurtre pour un suicide. Elle fait ensuite tout son possible pour empêcher Malachi d’agir, mais tout comme Cassie avec Azazel, elle tombe sous son charme. Encore une fois, Leon et Thelma jouent un rôle important et aident Ella à reprendre ses esprits. Avec l'aide de Leon, Ella s'apprête à tuer Malachi, mais celui-ci a créé un lien qui l'empêche d'être anéanti, en faisant des élèves de l'école des incubes et succubes. Il réussit même à s'emparer de Leon, mais celui-ci est libéré grâce à Thelma. Leon, se sentant inutile, décide d'arrêter le combat, mais Méphistophélès, ayant changé de camp, parvient à le convaincre d'y retourner pour sauver Ella. Leon parvient à l'aider à s’échapper de l'école, dans laquelle Malachi a commencé son rituel de la Fin des Temps, en sacrifiant une âme pure. La série se conclut avec la marque d'Azazel, inscrite sur une pierre, dans laquelle du sang commence à couler.

## Distribution
- Christina Cole (VF : Laura Préjean) : Cassandra « Cassie » Hughes (principale saison 1, invitée saison 2)
- Jemima Rooper (VF : Barbara Beretta) : Thelma Bates
- Michael Fassbender (VF : Yann Peira) : Azazeal
- Anna Wilson-Jones (VF : Danièle Douet) : Jo Watkins
- Colin Salmon (VF : Jean-Paul Pitolin) : David Tyrel
- Joseph Morgan (VF : Sébastien Desjours) : Troy (saison 1)
- Jamie Davis (VF : Jérémy Prevost) : Leon
- Amber Sainsbury (VF : Sandra Valentin) : Roxanne Davenport
- Zoe Tapper (VF : Céline Ronté) : Gemma (saison 1)
- Laura Pyper (VF : Chantal Baroin) : Ella Dee (saison 2)
- Sam Troughton : Jez Heriot (saison 2)
- Katrine De Candole : Perie (saison 2)
- Ronan Vibert : Mephistopheles (saison 2)
- Samuel Collings : Tom (saison 2)
- Joseph Beattie (VF : Jean-François Cros) : Malachi (saison 2)

## Épisodes

### Première saison (2004)
| N° | #  | Titre                                               | Réalisation | Scénario                  | Première diffusion                                  |
| -- | -- | --------------------------------------------------- | ----------- | ------------------------- | --------------------------------------------------- |
| 01 | 01 | Sacrifice : Partie 1 Pilot: The Story Begins Part 1 | Brian Grant | Julian Jones              | Royaume-Uni : 17 octobre 2004 France : 11 mai 2005  |
|    |    |                                                     |             |                           |                                                     |
| 02 | 02 | Sacrifice : Partie 2 Pilot: The Story Begins Part 2 | Brian Grant | Julian Jones              | Royaume-Uni : 17 octobre 2004 France : 11 mai 2005  |
|    |    |                                                     |             |                           |                                                     |
| 03 | 03 | Destinée Life Goes On                               | Brian Grant | Lucy Watkins              | Royaume-Uni : 24 octobre 2004 France : 18 mai 2005  |
|    |    |                                                     |             |                           |                                                     |
| 04 | 04 | Les Possédés Deeper Into the Darkness               | Brian Grant | Lucy Watkins              | Royaume-Uni : 31 octobre 2004 France : 18 mai 2005  |
|    |    |                                                     |             |                           |                                                     |
| 05 | 05 | Obsession Possession                                | Brian Grant | Julian Jones Lucy Watkins | Royaume-Uni : 7 novembre 2004 France : 25 mai 2005  |
|    |    |                                                     |             |                           |                                                     |
| 06 | 06 | L'Héritier The Release                              | Brian Grant | Julian Jones Lucy Watkins | Royaume-Uni : 14 novembre 2004 France : 25 mai 2005 |
|    |    |                                                     |             |                           |                                                     |

### Deuxième saison (2005)
1. Ange gardien (Cursed)
2. Le Rituel (Death Takes the Mother)
3. Le Baiser (Spiral)
4. Le Châtiment (Ella Burns)
5. Empoisonnée [1/2] (With a Little Help from my Friends [1/2])
6. L'Éternité [2/2] (With a Little Help from my Friends [2/2])
7. Vengeance (Noir)
8. Le Désir (Where the Heart Is)
9. Aveuglé (Doomed)
10. Sous contrôle (You Loose)
11. Succubes (Hole)
12. Le Piège (7 Deadly Sins)
13. La Fin des temps (The Showdown)

## Commentaires
- L'actrice Christina Cole décida de quitter la série à l'issue de la saison 1. Ainsi, son personnage, Cassie Hughes, meurt dans l'épisode 2 de la deuxième saison, mais fait néanmoins une dernière apparition dans l'épisode suivant en tant que fantôme.
- La série a été annulée à la fin de la diffusion de la saison 2, à la suite d'une immense perte d'audience.
- La musique du générique est une chanson de Garbage dont le titre est #1 Crush.